# Alecrim-do-campo
O Alecrim-do-campo (Baccharis dracunculifolia) é uma espécie arbustiva, ramificada e perene que pode chegar a três metros de altura. É nativo da América do Sul e foi considerada uma planta invasora de pastagens e erradicada de muitas regiões em função disto.
É encontrado principalmente em países como Argentina, Paraguai, Uruguai e Bolívia. No Brasil,  onde também é conhecido pelo nome popular de vassourinha devido a seu uso na produção de vassouras, ocorre nas regiões Sul, Sudeste e Centro-Oeste, principalmente nas áreas de cerrado.
O alecrim-do-campo é uma das cerca de 23 mil espécies da família Asteraceae ou Compositae.
Atualmente, sabe-se que é por meio da coleta de resina desta planta pelas abelhas é que elas produzem o própolis verde. A espécie, ao servir como hospedeira a diversos tipos de insetos e fungos, possui uma enorme biodiversidade associada.
As mudas podem ser produzidas por meio de sementes e também por auto-propagação.